# المستقبل الرياضي بسليمان
المستقبل الرياضي بسليمان هو نادي كرة قدم تونسي تأسس سنة 1960 في مدينة سليمان من ولاية نابل، عرف سابقا باسم المستقبل الشعبي بسليمان قبل تغييره إلى إسمه الحالي في 2009. صعد الفريق إلى الرابطة التونسية المحترفة الأولى لأول مرة في موسم 2019–20.

## تاريخ
أنشأت مدينة سليمان أول نادي كرة قدم لها في عام 1946 تحت اسم نجم الرياضة الأندلسية لسليمان (ESAS) لكن هذا النادي ظل نشطًا لمدة أربع سنوات فقط واختفى في عام 1950 على الرغم من أدائه الجيد الذي دفعه من القسم 6 إلى القسم 3. قائمة أعضاء اللجنة التوجيهية التي نشرتها صحيفة La Dépêche tunisienne عام 1947 هي كما يلي:
رئيــس: مختار العزايز؛
نائبا الرئيس: محمود العربي ومحمود رشيكو؛
الأمين العام: محمد المؤدب؛
نائب الأمين العام: منجي الشاهد؛
امين الصندوق: علي السعداني.
نائب أمين الصندوق: عبد الحميد بن عائشة؛
المقيمون: الشادلي مقلين، وكذلك الغربي، وبولابيار، وزدار، ودلاجي (لم يتم ذكر أسمائهم الأولى)؛
المديران الرياضيان: صلاح الدين بوسلامة وخليفة الشلي.
كان علينا أن ننتظر حتى عام 1960 لنرى ولادة نادي جديد في سليمان، المستقبل الشعبي لسليمان، الذي فاز بسرعة ببطولة القسم الرابع للكاب بون برئاسة مصطفى عياد والإدارة الفنية الشاذلي بن سليمان. ومنذ ذلك الحين، شهد النادي صعودًا وهبوطًا ويتطور في مناطق مختلفة حسب التصنيفات.
تم انضمامه لأول مرة إلى القسم الثاني (الدوري الثاني) في عام 1982 بفضل فريق مكون بشكل خاص من: جمال غالب، عزايز مقلين، فوزي الهاجري، محمد كنزاري، اندلقادر شابو، ابراهيم الجبالي، عماد غالب، ناصر الشطي، سامي سعيداني، محمد بن ذياب، حبيب مقلين، عبد الرزاق خمار، وشاكر سلطاني.
وفي عام 2016، تولى نائب نداء تونس، وليد جلاد، منصب الرئيس بمساعدة مالية من رئيس الترجي الرياضي التونسي، حمدي المؤدب، الذي تقع مصانعه في سليمان. ثم قدم له الوسائل اللازمة للعودة إلى دوري الدرجة الثانية.

## مسيرة
- 1960-1965 : Division 4 Cap Bon
- 1965-1977 : Division 3 Nord
- 1977-1978 : Division 4 Cap Bon
- 1978-1982 : Division 3 Cap Bon
- 1982-1985 : Division 2 Centre Cap Bon
- 1985-1989 : Division 3 Tunis/Cap Bon (niveau 3)
- 1989-1991 : Ligue régionale Cap Bon (niveau 4)
- 1991-1993 : Division 2 Nord (niveau 3)
- 1993-1995 : Division 2 Nord (niveau 4)

- 1995-1999 : Division 1 Nord (niveau 3)
- 1999-2001 : Division 1 Tunis/Cap Bon (niveau 5)
- 2001-2003 : gel des activités
- 2003-2007 : Division 1 Tunis/Cap Bon (niveau 5)
- 2007-2012 : Division d’honneur Centre puis Tunis/Nord-Est (niveau 4)
- 2012-2013 : Ligue régionale Cap Bon
- 2013-2017 : Ligue III Centre puis Nord puis Ouest/Cap Bon
- depuis 2017 : Ligue II

## بطولات النادي
- الرابطة التونسية الثالثة لكرة القدم (مجموعة الوطن القبلي)

البطل: 1982، 2017
- الرابطة التونسية الرابعة لكرة القدم (مجموعة الوطن القبلي)

البطل: 1965، 1991، 2013
- الرابطة التونسية الخامسة لكرة القدم (مجموعة الوطن القبلي)

البطل: 2007